# Enicospilus cushmani
Enicospilus cushmani là một loài tò vò trong họ Ichneumonidae.